# Josephine Giard
Josephine Giard (* 22. März 1996 in Rostock) ist eine deutsche Fußballspielerin.

## Werdegang
Die Stürmerin Giard begann ihre Karriere im Nachwuchsbereich des FSV Gütersloh 2009. In der Saison 2012/13 wurde sie mit den B-Juniorinnen zunächst Meister der Bundesligastaffel West und erreichte über die Station 1. FFC Frankfurt das Endspiel um die Deutsche Meisterschaft, dass jedoch mit 1:3 gegen den FC Bayern München verloren wurde. Im Sommer 2013 rückte Giard in den Kader der ersten Mannschaft auf, die in der 2. Bundesliga Nord spielte. Ihre erfolgreichste Saison war die Saison 2017/18, in der sie in elf Spielen 14 Tore erzielte.
Am 23. Februar 2018 unterzeichnete Giard einen Vertrag beim schottischen Erstligisten Celtic Glasgow.  Zwei Tage später gab sie ihr Debüt beim 4:0-Pokalsieg gegen den FC St. Johnstone. In der zweiten Runde des Pokalwettbewerbs erzielte Giard im Spiel gegen Hamilton Academical das 1000. Pflichtspieltor von Celtics Frauenmannschaft. Im November 2020 wechselte Giard zu Hamilton Academical.
Josephine Giard studierte zunächst an der Universität Bielefeld und wechselte später auf die University of Strathclyde, wo sie ihren Master in Biotechnologie abschloss.